# Martina Falke
Martina Falke (21 de julio de 1951) es una deportista de la RDA que compitió en piragüismo en la modalidad de eslalon. Ganó dos medallas de bronce en el Campeonato Mundial de Piragüismo en Eslalon de 1973, en las pruebas K1 individual y K1 por equipos.

## Palmarés internacional
| Campeonato Mundial | Campeonato Mundial | Campeonato Mundial | Campeonato Mundial |
| Año                | Lugar              | Medalla            | Competición        |
| ------------------ | ------------------ | ------------------ | ------------------ |
| 1973               | Muotathal (Suiza)  | Medalla de bronce  | K1 individual      |
| 1973               | Muotathal (Suiza)  | Medalla de bronce  | K1 por equipos     |